# Simona Richter
Simona Marcela Richter (ur. 27 marca 1972 w Reșicie) – rumuńska judoczka. Brązowa medalistka olimpijska z Sydney.
Zawody w 2000 były jej trzecimi igrzyskami olimpijskimi, wcześniej startowała w 1992 i 1996. Medal zdobyła w wadze półciężkiej, do 78 kilogramów. W wadze open wywalczyła srebrny medal mistrzostw Europy w 1992 i 1995 oraz brązowy w 1996. Czternaście razy była mistrzynią Rumunii seniorów.